# Hohenmölsen
Hohenmölsen är en stad i Burgenlandkreis i förbundslandet Sachsen-Anhalt i Tyskland.